# محاصره خان‌یونس
نبرد خان یونس که در اواخر ژانویه به محاصره خان یونس تبدیل شد، در ۱ دسامبر ۲۰۲۳ در بحبوحه تهاجم اسرائیل به نوار غزه آغاز شد.

## نبرد

### دسامبر ۲۰۲۳
- در ۱ دسامبر ۲۰۲۳، نیروهای دفاعی اسرائیل عملیات حمله هوایی به شهر خان یونس را آغاز کردند و جنگنده‌های نیروی هوایی اسرائیل بیش از ۵۰ هدف را در این منطقه مورد حمله قرار دادند.[۲] این حملات هوایی و حملات توپخانه ای تا چند روز آینده به صورت گسترده ادامه یافت.[۳]
- در ۳ دسامبر، نیروهای اسرائیلی از گسترش تهاجم زمینی به جنوب غزه با استفاده از نیروهای زمینی و زرهی خبر دادند.[۴] در همان روز، حماس اعلام کرد که سربازان و خودروهای زرهی اسرائیل را با گلوله‌های خمپاره و راکت یاسین هدف قرار داده است.
- در ۵ دسامبر، نیروهای اسرائیلی مدعی شدند که نیروهای آنها به مرکز خان یونس رسیده‌اند. آنها اعلام کردند که این شدیدترین روز نبرد از زمان آغاز عملیات زمینی، از نظر کشته شدن جنگجویان حماس، تعداد درگیری‌ها و استفاده از آتش زمینی و هوایی بوده است.[۵]
- در ۱۰ دسامبر، ارتش اسرائیل اعلام کرد که ۶ سرباز ارتش اسرائیل در حین نبرد در خان یونس کشته شده‌اند.[۶]
- در ۱۸ دسامبر، ارتش اسرائیل اعلام کرد که یگان دودیوان و واحد اوکتز در حین پیشروی در خان یونس چندین تونل و یک کارخانه هواپیماهای بدون سرنشین را منهدم کرده و هفت سرباز ارتش اسرائیل کشته شدند. انهدام پرتابگرهای راکتی که به سمت اسرائیل هدف گرفته شده بود، توانایی حماس را برای حمله موشکی به اسرائیل کاهش داد.[۷] گزارش شده است که حماس در حال انتقال نیرو از سراسر نوار غزه برای تقویت تیپ خان یونس است که طبق برآورد ارتش اسرائیل ماه‌ها طول می‌کشد تا نابود شود.[۸]
- در ۱۹ دسامبر، گردان‌های القسام اعلام کردند که هنگام ورود نیروهای اسرائیلی به ساختمان، خانه ای را منفجر کرده‌اند که باعث کشته‌شدن تعداد زیادی از نیروهای اسرائیلی شده است.[۹]
- در ۲۳ دسامبر، گردان‌های القاسم ادعا کردند که پنج مهندس SOF اسرائیل را به داخل تله‌ای انفجاری کشانده‌اند که باعث کشته شدن آنها شده است.[۱۰]

### ژانویه ۲۰۲۴
- در ۴ ژانویه ۲۰۲۴، ارتش اسرائیل ادعا کرد که فرماندهی و کنترل گردان‌های شمالی و شرقی تیپ خان یونس حماس را با انهدام سیستم‌های تونل، زیرساخت‌ها و کشته شدن فرماندهان گروهان به‌طور قابل‌توجهی تضعیف کرده است. در حالی که ارتش اسرائیل شهر را محاصره کرده بود، تیپ چهارم ارتش اسرائیل به جناح جنوبی تیپ خان یونس حماس حمله کرد. نیروهای عملیات ویژه دریایی حماس نیز به نوبه خود جنگنده‌های فلسطینی را در خان یونس از طریق سیستم‌های تونلی تقویت کردند، در حالی که گردان‌های شهدای الاقصی، گردان‌های مقاومت ملی و گردان‌های قدس در مناطق مختلف شهر با ارتش اسرائیل می‌جنگیدند.[۱۱]
- در ۱۲ ژانویه، ارتش اسرائیل اعلام کرد که در حملات هوایی به رهبری لشکر ۹۸ ارتش اسرائیل، یک فرمانده در نیروهای حماس نوخبه و شش جنگنده دیگر حماس با فرمانده شرکت کننده در حملات ۷ اکتبر به اسرائیل کشته شدند. ارتش اسرائیل همچنین انبارهای تسلیحاتی که در این منطقه پیدا شده بود را منهدم کرد. گردان‌های قدس به همراه گردان‌های شهدای الاقصی به یک بولدوزر اسرائیلی در شهر خان یونس حمله کردند و در حال شلیک خمپاره به نیروهای اسرائیلی در مرکز خان یونس بودند.[۱۲]
- در ۲۱ ژانویه، نیروهای اسرائیلی یک تونل زیرزمینی را در یک منطقه غیرنظامی خان یونس کشف کردند که حاوی پنج سلول زندان بود که گمان می‌رود حماس گروگان‌ها را در آنجا نگه داشته است. ارتش اسرائیل نقاشی‌های کودکان را به عنوان اثبات گروگان‌ها در آنجا منتشر کرد.[۱۳]
- در ۲۴ ژانویه ۲۰۲۴، بیست و یک سرباز اسرائیلی در یک انفجار و متعاقب آن فروریختن ساختمان در خان یونس در نوار غزه کشته شدند که این روز را به مرگبارترین روز برای نیروهای دفاعی اسرائیل از زمان آغاز تهاجم زمینی تبدیل کرد.[۱۴]

### فوریه ۲۰۲۴
- در ۱ فوریه، وزیر دفاع اسرائیل، یوآو گالانت از خان یونس بازدید کرد و اعلام کرد که تمام گردان‌های حماس در خان یونس برچیده شده‌اند، اما ارتش اسرائیل هنوز ادعای کنترل عملیاتی بر منطقه نکرده است.[۱۵]
- در ۱۵ فوریه، ارتش اسرائیل به بیمارستان ناصر حمله کرد و ادعا کرد که حماس گروگان‌های اسرائیلی را در این مرکز نگهداری می‌کند و احتمالاً اجساد برخی از گروگان‌های مرده را در خود جای داده است. ارتش اسرائیل ده‌ها نفر را که ادعا می‌کرد شبه نظامی هستند دستگیر کرد.[۱۶]
- در ۱۶ فوریه، ارتش اسرائیل به اردوگاه پناهندگان خان یونس یورش برد. سربازان نیروهای ویژه واحد ۲۱۲ با پشتیبانی نیروهای زرهی و مهندسی به اردوگاهی که توسط ارتش اسرائیل فتح نشده بود نفوذ کردند و شبه نظامیان را در آن غافلگیر کردند و سربازان خود را برای به دام انداختن هرچه بیشتر شبه نظامیان در آن قرار دادند. در این درگیری‌ها دست کم ۳۰ شبه نظامی کشته شدند.[۱۷]
- در ۱۸ فوریه، ارتش اسرائیل گزارش داد که تیپ خان یونس حماس به عنوان یک نهاد نظامی وجود ندارد، اما دیگر شبه نظامیان وابسته به حماس به حملات خود علیه ارتش اسرائیل ادامه دادند.[۱۸]
- در ۱۹ فوریه، ارتش اسرائیل گزارش داد که عملیات پاکسازی در غرب خان یونس با حملات هوایی نیروهای اسرائیلی برای از بین بردن واحدهای حماس که سعی در پیشروی به سمت خان یونس دارند، در حال پایان است. جبهه دموکراتیک برای آزادی فلسطین مسئولیت حملات با بمب‌های دست‌ساز و آر پی جی علیه نیروهای اسرائیلی در نزدیکی بیمارستان ناصر را بر عهده گرفت. حماس گزارش داد که جنگجویان این گروه پس از هدف قرار دادن ۱۵ سرباز اسرائیلی در یک خانه از مناطق جنگی در غرب خان یونس بازگشته اند.[۱۹]

### آوریل ۲۰۲۴
- در ۶ آوریل، چهار سرباز اسرائیلی در یک کمین در خان یونس کشته شدند.[۲۰] شبه نظامیان به داخل یک تونل فرار کردند. سربازان دیگر تلاش کردند تا مهاجمان را تعقیب کنند، اما متوجه شدند که مسیر تونل، یک تله انفجاری است. یکی دیگر از جوخه‌های شبه‌نظامی در این منطقه یک آرپی‌جی به سمت یک تانک اسرائیلی شلیک کرد که تلفات جانی در پی نداشت.[۲۱]
- در ۷ آوریل، تمام نیروهای اسرائیلی به عنوان بخشی از عملیات عقب‌نشینی عمومی اکثر نیروهای اسرائیلی از جنوب نوار غزه، از خان یونس عقب‌نشینی کردند.[۲۲] یوآو گالانت، وزیر دفاع اسرائیل در همان روز در بیانیه ای مدعی شد که نیروهای حماس به عنوان یک نیروی نظامی در خان یونس وجود ندارد و اعلام کرد که عقب‌نشینی در آماده‌سازی برای حمله برنامه‌ریزی شده رفح بوده است.[۲۳] با این حال، بلافاصله پس از عقب‌نشینی ارتش اسرائیل، راکت‌هایی توسط نیروهای فلسطینی در خان یونس شلیک شد.[۲۴] بر اساس گزارش مؤسسه مطالعات جنگ، به نقل از منابع نامشخصی در ارتش اسرائیل، ارتش اسرائیل امیدوار است که عقب‌نشینی به فلسطینیان آواره در رفح اجازه دهد تا به بخش‌هایی از خان یونس و نوار غزه مرکزی مهاجرت کنند که عملیات پاکسازی اسرائیل در رفح را تسهیل می‌کند.[۲۵]

## تلفات
یک مقام در غزه اعلام کرد که حمله اسرائیل در اواخر ژوئیه ۲۰۲۴ حدود ۳۰۰ کشته برجای گذاشت.

## عواقب
پس از عقب‌نشینی نیروهای اسرائیلی، پدافند غیرنظامی فلسطین به این شهر دسترسی پیدا کرد و تاکنون توانسته بود ۲۸۰ جسد را بیرون بکشد. آنها تخمین زده‌اند که حدود ۸۰۰۰ غیرنظامی زیر آوار در خان یونس هستند. بعدها خدمه دفاع مدنی فلسطین یک گور دسته جمعی را در نزدیکی مجتمع پزشکی ناصر کشف کردند و تاکنون بیش از ۳۱۰ جسد را در آن شناسایی کردند.
جروزالم پست گزارش داد که حماس به منظور جایگزینی تلفات هنگفتی که متحمل شده و بازسازی نیروهای خود شده است، جذب جمعی از جوانان ۱۸ ساله در خان یونس را آغاز کرده است، اما ارتش اسرائیل این موضوع را تکذیب کرد. با این حال، از دست دادن تونل‌ها، از دست دادن کارخانه‌های تولید موشک و سلاح، کشته شدن فرماندهان و پایگاه‌ها در جریان حمله، حماس را از بازیابی قدرت قبل از جنگ به تعویق می‌اندازد.
در ۲۲ ژوئیه، ارتش اسرائیل تهاجم مجدد به خان یونس را آغاز کرد که دومین تلاش برای از بین بردن حماس در شهر بود. این حمله پس از یک هفته با عقب‌نشینی اسرائیل ختم شد.